# فوق سری
فوق سری یک مجموعه تلویزیونی به کارگردانی مهدی فخیم‌زاده و ساخته سال ۱۳۹۳ است. این سریال در ۱۴ قسمت ۴۰ دقیقه‌ای و با داستان پلیسی و طنز در نوروز سال ۱۳۹۴ از شبکهٔ یک سیما پخش شد.
نام اولیهٔ این سریال «عملیات فوق سری» بود که پس از مدتی به «قورباغه و قناری» تغییر یافت و در نهایت با نام «فوق سری» پخش شد. سریال کمدی اکشن و پلیسی فوق سری به منظور نحوهٔ پیشگیری و برخورد با عاملان فروش مواد مخدر و همچنین آگاهی بخشیدن به خانواده‌ها در خصوص چگونگی نفوذ تولیدکنندگان و پخش‌کنندگان مواد مخدر در بین جوانان تولید شده‌است. این سریال در مرداد ۱۳۹۳ با حضور سعید منتظرالمهدی معاون اجتماعی ناجا در مکانی در جاده مخصوص کرج و کارخانهٔ ارج کلید خورد.

## خلاصهٔ داستان
سرهنگ احمد نادری (حبیب دهقان‌نسب) در کنار سرهنگ علی نصراللهی (مهدی فخیم‌زاده) با یک باند قاچاقچی مواد مخدر درگیر می‌شوند. همچنین سرهنگ نادری که یکی از فرماندهان ستاد مبارزه با مواد مخدر است با سرهنگ نصراللهی دوست و همکار قدیمی هستند و رفت‌وآمد خانوادگی هم دارند. قصهٔ این سریال دربارهٔ یک عملیات فوق سری در نیروی انتظامی است که فقط پنج نفر از آن اطلاع دارند. در این بین، عروس سرهنگ نصراللهی با نام باران (گلناز خالصی) وارد ماجرا شده و داستان،گ شکل جذاب و پربرخورد به خود می‌گیرد.

## بازیگران
| بازیگر               | نقش                | توضیحات           |
| -------------------- | ------------------ | ----------------- |
| مهدی فخیم‌زاده        | سرهنگ علی نصراللهی | پلیس              |
| مهدی فخیم‌زاده        | ناصر افراشته       | کلاهبردار         |
| حبیب دهقان‌نسب        | سرهنگ احمد نادری   | پلیس              |
| محمد صادقی           | مجید باستان        | قاچاقچی مواد مخدر |
| فریبا کوثری          | فاطمه              | همسر علی          |
| شقایق فراهانی        | سهیلا              | همسر ناصر         |
| رامین راستاد         | بهرام              | دوست ناصر         |
| حمیدرضا قلی‌خانی      | پیمان              | دوست ناصر         |
| مهدی میامی           | شاهرخ سلیمانی      | دوست مجید         |
| امیرمحمد زند         | دانیال باستان      | برادر مجید        |
| آرش نوذری            | دکتر آرامیده       | دکتر جراح         |
| بیوک میرزایی         | جلالی              | دوست علی          |
| اردشیر تفتی          | صفدر ملک‌پور        | دوست مجید         |
| رانا قیصری‌نژاد       | سروان محمدی        | پلیس              |
| مهدی محمودی‌نژاد مطلق | سروان حسین سلطانی  | پلیس              |
| مهدی کاسه‌ساز         | محمدحسن            | پسر علی           |
| گلناز خالصی          | باران              | همسر محمدحسن      |
| ساناز بندانی         | زهرا               | دختر علی          |
| اشکان بازدار         | محسن               | خواستگار معتاد    |

## سانسور
مهدی فخیم‌زاده پس از پخش سریالش گفت: تلویزیون و نیروی انتظامی علی‌رغم اعمال نظارت طی ساخت و موافقت اولیه، سریال را پس از ساخت به شدت سانسور کرده‌اند.
چندی پس از پخش سریال، فخیم‌زاده در صفحهٔ فیس‌بوک خود آنچه را از تلویزیون پخش می‌شود «لاشه‌ای لت و پاره شده» از سریالش خواند که «توسط نمایندگان معاونت اجتماعی نیروی انتظامی و پخش شبکه یک سیما به صورتی باورنکردنی سلاخی و تکه‌پاره شده» و هیچ قسمتی از آن «از تعرض و دستکاری و جابه‌جایی و تعویض مکالمات مصون نمانده‌است.» او سپس وعده داد که به زودی اطلاعات بیشتری در این زمینه افشا خواهد کرد.
به گفتهٔ خبرنگار تسنیم، کل حذفیات صداوسیما از سریال «فوق سری» مجموعاً چند دقیقه بیشتر نیست و ظاهراً عمده ایرادات از سوی نیروی انتظامی به فیلم وارد شده‌است. حذفیات جزئی صداوسیما عموماً محدود به چند تکیه‌کلام و اصطلاح گفتاری خاص و بعضاً عامیانه و ناپسند بوده‌است و اساساً وارد حوزهٔ محتوایی سریال نشده‌است و معلوم نیست تعبیر فخیم‌زاده از تکه و پاره کردن فیلم، به کدام بخش ماجرا مربوط می‌شود.